# ألم العضلات متأخر البدء
ألم العضلات متأخر البدء (اختصارًا DOMS) أو تصلب العضلات هو ألم ينشأ في عضلة معينة من كثرة الاستعمال وعلى الأخص عند إجهاد العضلة. ويبدأ الألم عادة بضعة ساعات من بعد انتهاء الإجهاد، أو ثاني يوم. تحدث ألام العضلات بسبب تمزق طفيف في نسيج الحزم العضلية. تتسرب سوائل خلال العضلات المصابة وتتورم بعض الشيء. وأفضل طريقة لعلاجها هو راحة العضلة حتى ترتاح ويزول الألم. وقد تعجل تمرينات رياضية خفيفة من الشفاء. ومن المفضل أن يبدأ الرياضي أولا بتمرينات خفيفة ثم يزيدها بالتدريج من أجل تلافي حدوث آلام العضلات.

## الأسباب

رسم توضيحي لبنية العضلات.

كان يعتقد في الماضي أن السبب في حدوث آلام العضلات زيادة لبنات في العضلات، وهي أملاح حمض لاكتيك ويسمى أحيانا «حمض اللبن»، ولكن هذا الظن أصبح مستبعدًا للأسباب الآتية:
- طبقا لافتراض ظهور ألم العضلات بسبب اللكتات لكان من المفترض أن تظهر عند مزاولة رياضة حيث تنتج خلالها كميات كبيرة من اللكتات، مثلما في مسابقة الجري 400 متر. ولكن الواقع يبين أن آلام العضلات تظهر غالبا بعد رياضة لا ينتج خلالها لاكتات بكميات كبيرة.
- تحتاج كمية اللكتات المتكونة في العضلات إلى نحو 20 دقيقة لكي تنخفض كميتها إلى النصف. ولكن ألم العضلات يظهر بعد عدة ساعات من انتهاء الإجهاد، أي في وقت يكون مستوى اللكتات قد عاد إلى مستواه الطبيعي.

ويميل الاعتقاد الآن إلى أنه من خلال الإجهاد الزائد لعضلة تحدث في نسيجها تمزقات ميكرونية صغيرة. ويصحب هذا التمزق التهاب مما يؤدي إلى تسرب الماء إليها فتتورم ويظهر الألم. وتكتمل تلك العملية بعد نحو 12 إلى 24 ساعة عند تسرب نفايات الخلايا الممزقة إلى الخلايا العصبية، عندئذ تظهر الآلام.

## الوقاية والعلاج
تتلخص الوقاية في التمرين الخفيف أولا ثم زيادته مع الأيام. وعند حدوث الآلام فيمكن بتدفئة العضلة تخفيف الألم وهذا يسرع أيضا من شفاء الألياف العضلية حيث يساعد سريان الدم فيها على الشفاء.